# Argia gerhardi
Argia gerhardi är en trollsländeart som beskrevs av Philip Powell Calvert 1909. Argia gerhardi ingår i släktet Argia och familjen dammflicksländor. Inga underarter finns listade i Catalogue of Life.